# Virga (bướm)
Virga là một chi bướm ngày thuộc họ Bướm nâu.